# Konstanty Rozwadowski (dyplomata)
Konstanty Rozwadowski (Jordan-Rozwadowski) (ur. 10 października 1875 w Wiązowej, zm. 21 lipca 1964 w Montreux-Territet) – polski dyplomata.

## Życiorys
Jego rodzicami byli Eugeniusz (1839–1910), ziemianin, uczestnik powstania styczniowego i Maria z Żarskich. Ukończył studia prawnicze i ekonomiczne. Od grudnia 1918 w służbie dyplomatycznej II Rzeczypospolitej. Początkowo zastępca, następnie od 1923 naczelnik Wydziału Ekonomicznego Departamentu Politycznego Ministerstwa Spraw Zagranicznych.
24 października 1924 mianowany na posła nadzwyczajnego i ministra pełnomocnego RP w Kopenhadze, misję pełnił do 3 września 1928. Od 4 sierpnia 1928 do 1 lipca 1934 poseł RP w Sztokholmie. Przyczynił się do ożywienia stosunków polsko-szwedzkich. Przeniesiony na emeryturę 31 grudnia 1934.
Pracował następnie w szwedzkim przedsiębiorstwie John Johason Lines. W 1939, jeszcze przed atakiem Niemiec wyjechał z żoną z Polski do Paryża. W 1940, przed atakiem Niemiec na Francję oboje wyjechali przez Portugalię do Brazylii. Od 1 czerwca 1942 do 5 lipca 1945 chargé d’affaires w Urugwaju.

## Życie prywatne
Miał brata Eugeniusza, również dyplomatę II RP. W 1918 ożenił się z Franciszką, z Potworowskich (1889–1975), siostrą Edwarda Potworowskiego, działacza społecznego, ziemianina. Dzieci nie mieli.

## Ordery i odznaczenia
- Krzyż Komandorski z Gwiazdą Orderu Odrodzenia Polski (10 listopada 1928)[2]
- Medal Dziesięciolecia Odzyskanej Niepodległości
- Krzyż Wielki Orderu Danebroga (Dania, 30 lipca 1928)[3]
- Krzyż Wielki Orderu Gwiazdy Polarnej (Szwecja)
- Krzyż Komandorski z Gwiazdą Orderu św. Sawy (Jugosławia)
- Krzyż Komandorski z Gwiazdą Orderu Korony Rumunii (Rumunia)
- Krzyż Komandorski Orderu Korony (Belgia)
- Krzyż Kawalerski Orderu śś. Maurycego i Łazarza (Włochy)
- Krzyż Orderu Zasługi (Austria)